# After the Honeymoon (film 1913)
After the Honeymoon è un cortometraggio muto del 1913 diretto da R.S. Sturgeon.

## Trama
Finita la luna di miele, la vita matrimoniale di Ethel e Jack non è molto felice: i due litigano e si lasciano. Lui trova una camera dove va a vivere da solo. Lei, che ha trovato lavoro come cassiera in un ristorante, risponde allo stesso annuncio: poiché la padrona di casa scopre che Ethel lavora di giorno e l'altro pensionante la notte, pensa bene di affittare la stanza a tutti e due, visto che la occuperanno in orari diversi. Naturalmente i pensionanti non ne sanno nulla: Jack, quando torna a casa, scopre nella camera gli oggetti di una donna ed Ethel fa altrettanto quando vede quelli di uno sconosciuto.
Non passa molto che Ethel si stanca del suo lavoro e lo lascia. Tornata a casa, scopre con orrore che nella sua stanza si trova un uomo. Gli si avvicina coraggiosamente... per scoprire che non è altri che il marito. Entrambi finiscono per confessarsi a vicenda il loro amore reciproco e per riconciliarsi, felici.

## Produzione
Il film fu prodotto dalla Vitagraph Company of America.

## Distribuzione
Distribuito dalla General Film Company, il film - un cortometraggio in una bobina - uscì nelle sale cinematografiche statunitensi il 16 aprile 1913.